# Corticaria fennica
Corticaria fennica es una especie de coleóptero de la familia Latridiidae.

## Distribución geográfica
Habita en Finlandia.